# Shuikou (sockenhuvudort i Kina, Jiangxi Sheng, lat 28,89, long 115,29)
Shuikou är en sockenhuvudort i Kina. Den ligger i provinsen Jiangxi, i den sydöstra delen av landet, omkring 62 kilometer väster om provinshuvudstaden Nanchang. Antalet invånare är 11 644. Befolkningen består av 5 491 kvinnor och 6 153 män. Barn under 15 år utgör 18,0 %, vuxna 15-64 år 73 %, och äldre över 65 år 8,0 %.
Runt Shuikou är det ganska tätbefolkat, med 144 invånare per kvadratkilometer. Närmaste större samhälle är Ganzhou, 15,7 km sydost om Shuikou. I omgivningarna runt Shuikou växer i huvudsak blandskog.
Genomsnittlig årsnederbörd är 2 159 millimeter. Den regnigaste månaden är juni, med i genomsnitt 337 mm nederbörd, och den torraste är oktober, med 44 mm nederbörd.